# Karl Breusing
Christian Karl Theodor Breusing (* 27. April 1853 in Osnabrück; † 15. Januar 1932 in Berlin-Steglitz) war ein Baubeamter und Ministerialdirektor.

## Familie
Karl Breusing war ein Sohn des Osnabrücker Bankiers Ferdinand Jacob Theodor Breusing (1819–1881) und seiner Ehefrau Auguste Finkenstaedt (1829–1904). Sein Großvater war der Bankier und 1848er-Parlamentarier Carl Theodor Breusing (1789–1867). Er heiratete 1896 in Berlin Bertha Marie Emilie Bothe.

## Leben
Nach dem Abitur am Ratsgymnasium Osnabrück Ostern 1873 studierte Breusing 1874–1878 an der Polytechnischen Schule in Hannover, wo er Schüler von Conrad Wilhelm Hase war. 1879 legte er die Bauführer-Prüfung für das Bauingenieur-Fach ab. Danach arbeitete er in Küstrin und Berlin. Nachdem er 1882 zum Regierungsbaumeister ernannt worden war, folgten Stationen in Osnabrück, Breslau, Hannover und Köln. 1892 wechselte Breusing zur Eisenbahn. Unter Ernennung zum Eisenbahnbau- und Betriebsinspektor wurde er an das Eisenbahn-Betriebsamt Köln-Düren in Köln versetzt. 1898 wurde er Vorstand der Eisenbahn-Betriebsinspektion VII in Berlin und 1901 Mitglied der Eisenbahndirektion in Hannover unter Beförderung zum Regierungsrat und Baurat. 1903 folgte seine Ernennung zum Geheimem Baurat und Vortragenden Rat. Als solcher war er Referent in den Eisenbahnabteilungen des Ministeriums der öffentlichen Arbeiten in Berlin. 1907 zum Oberbaurat ernannt, war er 1913–1917 Vorstand (Präsident) der Eisenbahndirektion in Saarbrücken. Im November 1916 wurde ihm der Titel eines „Wirklicher Geheimer Oberbaurat“ im Range eines Rates I. Klasse verliehen. Von 1917 bis zu seinem Ruhestand 1921 war Breusing Ministerialdirektor im Ministerium der öffentlichen Arbeiten in Berlin tätig. 1919–1920 war er stellvertretender Bevollmächtigter Preußens zum Reichsrat.

## Ehrungen
- 1886 Ritterkreuz II. Klasse des Friedrichs-Orden (Württemberg)[5]
- 1905 Königlicher Kronenorden III. Klasse[6]
- 1911 Kommenturkreuz II. Klasse des Friedrichs-Orden (Württemberg)[7]
- 1913 Roter Adlerorden II. Klasse mit Eichenlaub[8]
- 1913 Großoffizierskreuz des Ordens der Italienischen Krone.[9]
- 1919 Militärverdienstkreuz II. Klasse am Roten Band (Mecklenburg-Schwerin)[10]
- 1927 Doktor der Ingenieurwissenschaften ehrenhalber (Technische Hochschule Hannover)

## Schriften
- Eisenbahn-Betriebshandbuch. Wortlaut und Erläuterungen der Vorschriften über den Fahrdienst bei den deutschen Eisenbahnen. Berlin 1925.